# William Robinson (pływak)
William Walker Robinson (ur. 23 czerwca 1870 w Airdrie, North Lanarkshire, zm. 4 lipca 1940 w Liverpoolu) – brytyjski pływak specjalizujący się w stylu klasycznym, reprezentant Wielkiej Brytanii podczas Letnich Igrzysk Olimpijskich w Londynie w 1908 roku.

## Życiorys
William Robinson urodził się 23 czerwca 1870 w Airdrie w jednostce administracyjnej North Lanarkshire w Szkocji. Swoją karierę sportową jako pływak rozpoczął w 1908 roku w wieku 38 lat, występując po raz pierwszy na igrzyskach olimpijskich w Londynie jako reprezentant Wielkiej Brytanii, zdobywając srebrny medal na dystansie 200 metrów stylem klasycznym z czasem 3:12,8 min.
Do 2008 roku był najstarszym pływakiem w historii, który zdobył medal olimpijski. Dopiero na igrzyskach w Pekinie 41-letnia Amerykanka Dara Torres zdobyła trzy srebrne medale i została najstarszą zawodniczką, która stanęła na podium w konkurencjach pływackich na igrzyskach olimpijskich.
Robinson zmarł 4 lipca 1940 w Liverpoolu w Anglii w wieku 70 lat.